# Morinda pedunculata
Morinda pedunculata är en måreväxtart som beskrevs av Theodoric Valeton. Morinda pedunculata ingår i släktet Morinda och familjen måreväxter. Inga underarter finns listade i Catalogue of Life.